# HAL Light Combat Helicopter
Der Light Combat Helicopter Prachand (LCH, deutsch Leichter Kampfhubschrauber) ist ein Helikopter-Modell der indischen staatlichen Hindustan Aeronautics (HAL).

## Geschichte
Erste Ideen zur Entwicklung eines eigenen und auch hochgebirgsfähigen Kampfhubschraubers für Indien gehen bereits auf das Jahr 1989 zurück. Erste praktische Versuche fanden dazu aber erst 1998 unter dem Namen LAH (Light Attack Helicopter) mit einem mit zwei 12,7-mm-Maschinengewehren und 70-mm-Raketen ausgerüsteten Cheetah statt. Dem folgte 2001 ein weiterer Entwurf unter gleichem Namen der aus dem HAL Dhruv entwickelt werden sollte. Da dessen Triebwerke zu schwach für den Entwurf waren, musste die Leermasse durch Entfall der beweglichen Kanone und verstärkten Einsatz nichtmetallischer Werkstoffe reduziert werden. Im Februar 2003 wurde der Entwurf in LCH umbenannt, da nun geplant war auch andere Luftfahrzeuge zu bekämpfen. Neben konstruktiven Änderungen wie dem Cockpitaufbau sollte nun auch wieder eine bewegliche 20-mm-Kanone eingebaut werden. Der Erstflug sollte schon 2005 stattfinden, was sich als zu ehrgeizig erwies. Der erst 2010 fertiggestellte erste Prototyp wird noch als TD-1 (Technology Demonstrator) bezeichnet, da dessen Leermasse mit 3100 kg noch deutlich über der geplanten Maximum von 2550 kg liegt. Die folgenden zwei Prototypen sollen näher an den geplanten Werten liegen. Der erste Prototyp TD-1 hob am 4. Februar 2010 erstmals im Schwebeflug ab und startete am 29. März 2010 in Bangalore mit Oberst Unni Pillai und Hari Nair an Bord zu seinem erfolgreichen 20 Minuten dauernden Erstflug. HAL nennt als Datum für den zehnminütigen Erstflug allerdings den 23. Mai 2010.
Die Freigabe für die Serienproduktion erfolgte im November 2016. Ende August 2017 begann man mit der Fertigung einer Vorserie von 15 Hubschraubern.
Die erste „Prachand“-Staffel, die 351 Army Aviation Squadron wurde 2022 in Dienst gestellt.
2025 bestellte Indien weitere 80 Hubschrauber für die Armee und 66 für die Airforce.

## Technische Daten
Die technische Komponenten des Kampfhubschraubers der 5,5-Tonnen-Klasse basieren auf dem HAL Dhruv. Er besteht aus leichtem Kompositmaterial und kann bis in große Höhen auf 6000 Meter steigen. Die Shakti genannte Gasturbine wird in Partnerschaft mit dem französischen Hersteller Turbomeca produziert. HAL beabsichtigt, 150 bis 175 LCHs an die indischen Streitkräfte zu verkaufen.
Die Besatzung besteht aus einem Piloten und einem Bordschützen, die in der schlanken Struktur hintereinander sitzen.

### Ausrüstung
Zur Ausrüstung gehören ein auf den Helm projiziertes Zielmarkierungs- und Sichtsystem für die Besatzung, elektronische Kampfführung und eine moderne Bewaffnung inklusive eines unter der Hubschraubernase platzierten Bordmaschinengewehrs. Der LCH soll einige Elemente von Tarneigenschaften besitzen und ein unfallsicheres Fahrgestell haben.

### Bewaffnung
- Kanone: 1 × 20 mm M621 Nexter THL-20
- Waffenstationen: 4 (2 unter jedem Stummelflügel) und Vorrichtungen um folgende Kombinationen mitzuführen:

Raketen: 4 × 70 mm Forges de Zeebrugge 12-Rohr Raketenwerfer FZ231
Luftlenkkörper: 4 × 2-fach MBDA Mistral Luft-Luft-Lenkflugkörper und 2 × 4-fach Helina

## Nutzer
Indien
Indische Luftstreitkräfte: 76 LCH
Indisches Heer: 95 LCH